# Scoglio Porer (Medolino)
Lo scoglio Porer (in croato Porer) è un piccolo scoglio disabitato della Croazia, situato all'estremità sudoccidentale dell'Istria, a sud di Pola.
Amministrativamente appartiene alla città di Medolino, nella regione istriana.

## Geografia
Lo scoglio Porer si trova poco più di 2,7 km a sudovest di capo Promontore. Nel punto più ravvicinato, Porer dista 1,67 km da punta Chersine (rt Kršine) e poco più di 1,1 km dall'isolotto di Fenoliga.
Porer è un piccolo scoglio ovale che misura 90 m di lunghezza e 75 m di larghezza. Ha una superficie di 0,0028 km² e uno sviluppo costiero di 0,192 km.
Al centro si trova un faro di 34 m di altezza costruito nel 1833. È un cilindro di 31 m che poggia sulla casa sottostante; lancia una luce segnaletica ogni 15 secondi ad una portata di 25 miglia marine; il faro emette anche un segnale acustico ogni 42 secondi che raggiunge una distanza di 2 miglia marine. Il faro possiede anche una funzione secondaria: nel caso la luce di segnalazione che si trova sulla secca Pericolosa o secca degli Albanesi (plićak Albanež), 2,8 km a sudest di Porer, non dovesse funzionare, sul faro si può montare una luce ausiliaria con una frequenza di 6 secondi e una portata di 7-11 miglia marine. La casa può essere affittata per le vacanze dai turisti.

### Isole adiacenti
- Fenoliga (Fenoliga), isolotto allungato a nordest di Porer.

### Cartografia
- (HR) Mappa topografica della Croazia 1:25000, su preglednik.arkod.hr.